# Žiganja vas
Žiganja vas – wieś w Słowenii, w gminie Tržič. W 2018 roku liczyła 492 mieszkańców.